# Timea simplistellata
Timea simplistellata är en svampdjursart som beskrevs av Gustavo Pulitzer-Finali 1983. Timea simplistellata ingår i släktet Timea och familjen Timeidae. Inga underarter finns listade i Catalogue of Life.